# Cameron Mackintosh

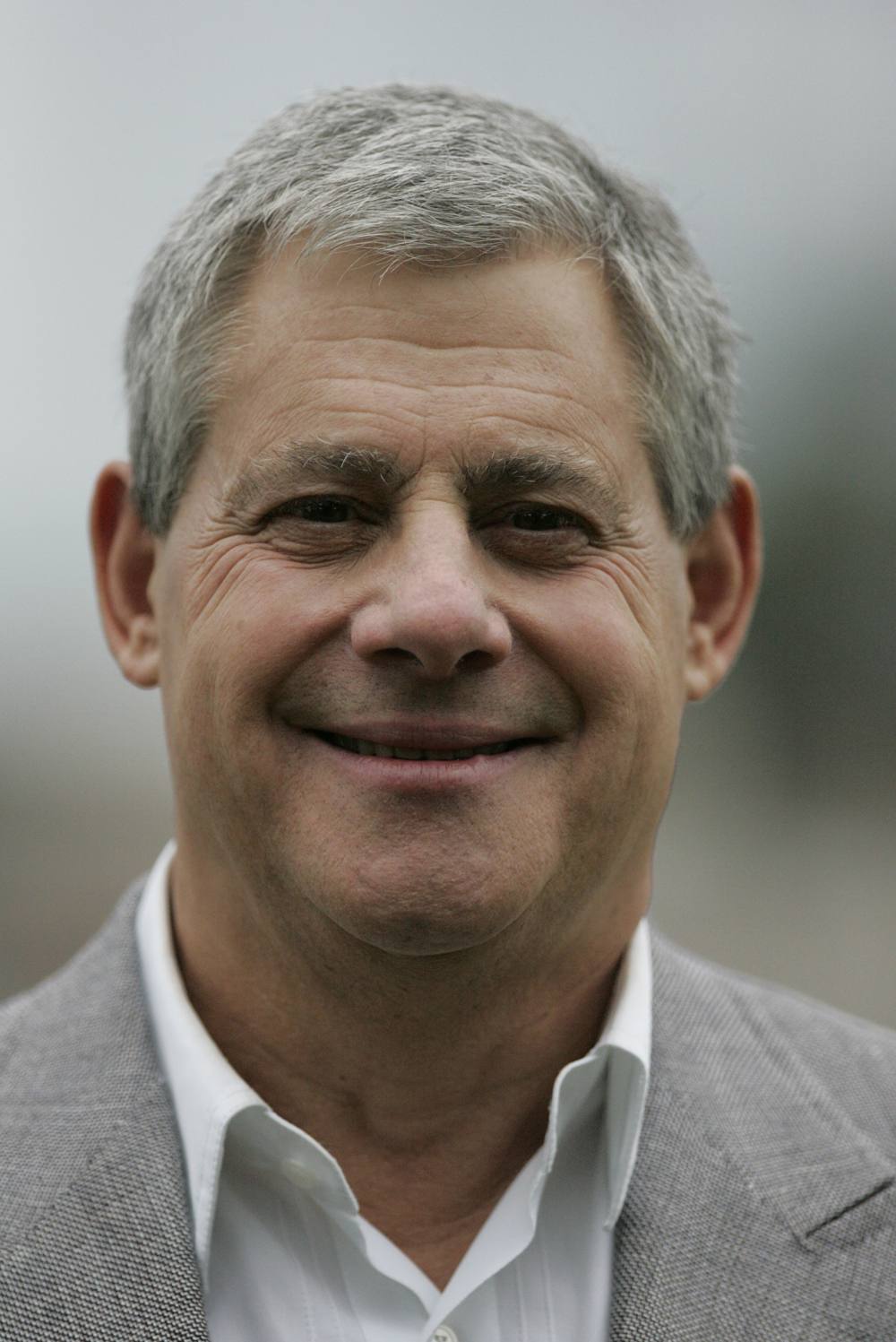
Sir Cameron Anthony Mackintosh

Sir Cameron Anthony Mackintosh, Kt (16 de outubro de 1946) é um produtor teatral britânico que esteve envolvido com várias peças como O Fantasma da Ópera e Os miseráveis.